# Louis Petitot
Louis Petitot   (París, 23 de juny de 1794 - París, 1 de juny de 1862) nom artístic de Louis-Messidor-Lebon Petitot, fou un escultor francés alumne i gendre de l'escultor Pierre Cartellier.

## Dades biogràfiques
Petitot guanyà el Premi de Roma d'escultura i passà un temps, de 1815 a 1819, en l'Acadèmia Francesa a Roma com a pensionat de Lluís XVIII. Al seu retorn a París, tornà a treballar amb Pierre Cartellier, que estava fent una estàtua eqüestre de Lluís XIV, que s'erigiria a Versalles; a la mort de Cartellier, només el cavall s'havia fos en bronze. Petitot completà amb èxit l'encàrrec, acabat al 1817.
El 1822 feu un bust de marbre en memòria de Claude de Forbin (1656-1733), que s'exhibí al Saló de París de 1822 i fou adquirit per Versalles.
Exposà un pastor ferit per una serp al Saló de París de 1827, adquirit pel Museu del Louvre, i per això fou convidat a realitzar una escultura dempeus de Lluís XIV, que s'instal·là a la plaça de Saint-Sauveur, Cauen. S'inaugurà oficialment el maig de 1828, amb tant d'èxit que tant Petitot com el fonedor Crosatier de París, foren nomenats cavallers de la Legió d'Honor.
Fou l'autor del bust de marbre de Pierre Cartellier per a la seua tomba al cementeri del Père-Lachaise, París, i d'una estàtua que representa l'amistat; la tomba s'inclogué en la llista de Monuments Històrics, el gener de 1990. Per a la tomba de la filla de Cartellier, Charlotte Cartellier-Heim, feu per a la mateixa parcel·la un baix relleu d'una parella jove cuidant un roser.
Fou nomenat membre de l'Acadèmia de Belles Arts.

## Obres

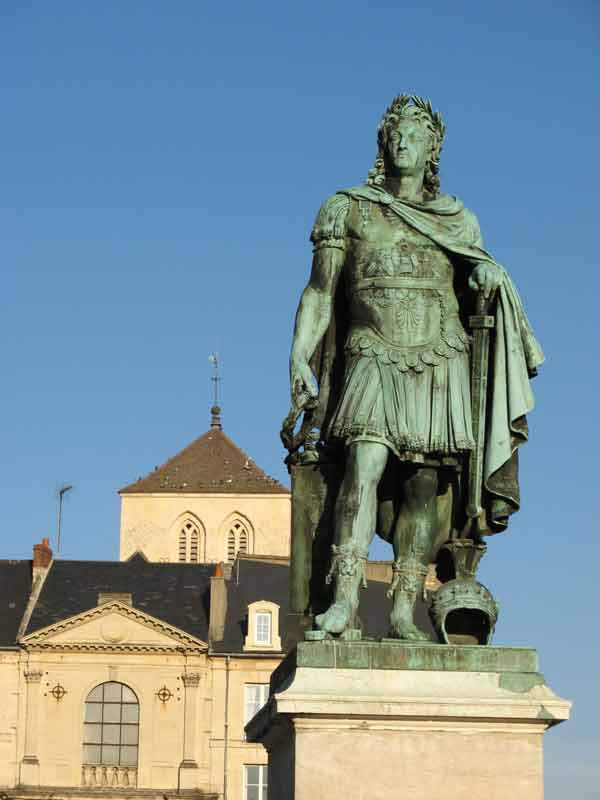
Estàtua de Lluís XIV a Cauen

- Pastor ferit per una serp (Saló de 1827), grup, marbre, París, Museu del Louvre.
- La rendició del general Francisco Ballesteros (1771-1833) a Campillo (Espanya), agost de 1823, alt relleu, marbre, París, Museu del Louvre.

- La Indústria, L'Abundància, La Vila de París i El Sena (1846), quatre grups al·legòrics, pedra, París, sobre el pont del Carrousel.

- La Vila de Lió i La Vila de Marsella (1836), estàtues de pedra, París, plaça de la Concorde, al cantó sud-est, prop del Quai de les Tulleries.

- Retrat de Pierre Cartellier, bust, marbre, i l'Amistat, monument, tomba de Pierre Cartellier; Parella jove regant un roser, baix relleu, tomba de Charlotte Cartellier-Heim, París, cementeri del Père-Lachaise.

- Retrat de Bon Adrien Jeannot de Moncey, duc de Conegliano, mariscal de l'imperi (1754 - 1842), bust, marbre, castell de Versalles.

- Retrat del comte Claude de Forbin, vicealmirall (1656 - 1733) (Saló de 1822), bust, marbre, Versalles.

- Lluís XIV coronat per la Victòria, i Sol radiant protegint les Arts i les Ciències (1844), dos baixos relleus de marbre, Versalles: encarregat per decorar la paret de l'escala de la reina.

- Retrat del duc Henri de Rohan, coronel general dels suïssos i grisons (1579 - 1638), bust, guix, Versalles.

- A partir d'un model de Pierre Cartellier, Lluís XIV (1817), estàtua eqüestre de bronze, Versalles, cort d'honor: treball de Louis Petitot del qual va realitzar el rei.

- Monument de Louis Bonaparte, rei d'Holanda, comte de Saint-Leu (1778-1846), monument funerari, Saint-Leu-la-Forêt (Val d'Oise), església de Saint-Leu-Gilles.

- Lluís XIV (1828), estàtua de figura en peus, bronze, Cauen (Calvados), ara a la plaça de Saint-Sauveur.

## Galeria

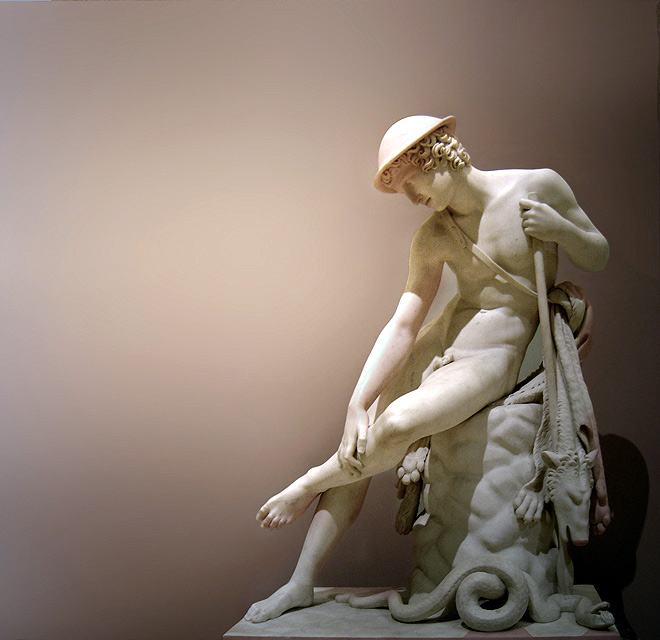
Jove ferit per la serp, al Louvre
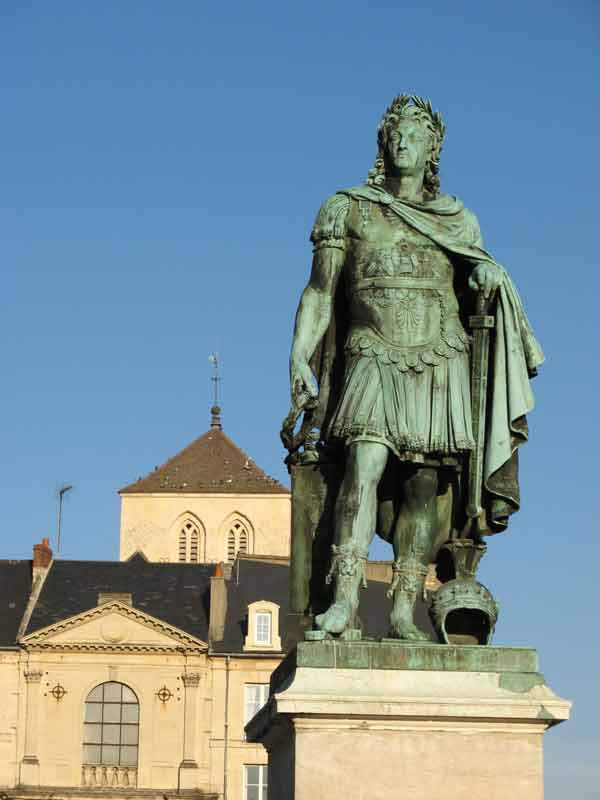
Lluís XIV a Cauen
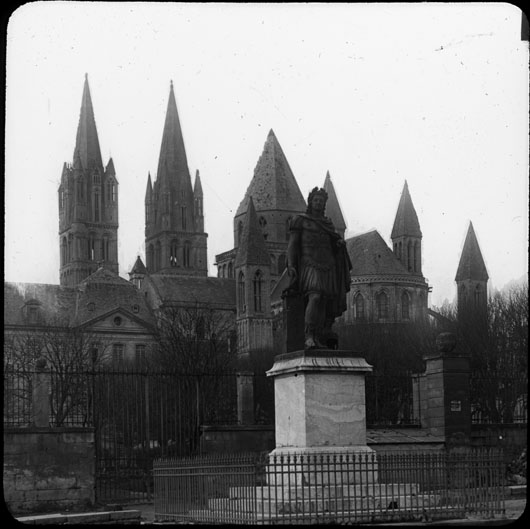
Lluís XIV enfront de l'Abbaye aux Hommes de Cauen
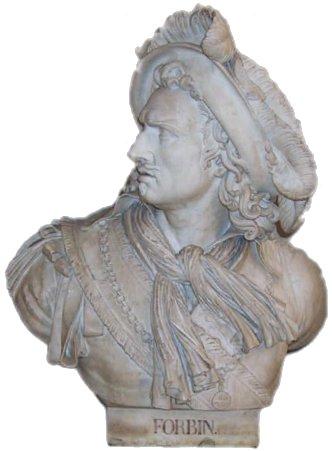
Retrat del vicealmirall Forbin